# Elias Plessner
Elias Plessner (ur. 19 lutego 1841 w Berlinie, zm. 30 marca 1898 w Ostrowie) – doktor, filozof i judaista żydowski.

## Życiorys
Syn żydowskiego pisarza religijnego Salomona Plessnera, uczeń wielkopolskiego cadyka Elijahu Guttmachera.
Od 1867 roku studiował filozofię na Uniwersytecie w Berlinie. Doktoryzował się w roku 1870 na Uniwersytecie w Tybindze. W latach 1871–1872 odbywał praktykę rabiniczną w Hanowerze, w latach 1873-1885 był rabinem w Rogoźnie. W 1885 został następcą Israela Meira Freimanna na stanowisku rabina w Ostrowie. Od 1886 roku był nauczycielem religii mojżeszowej w Królewskim Gimnazjum w Ostrowie. Równolegle uczył też w żydowskiej szkole podstawowej. W 1887 roku był współzałożycielem ostrowskiego Żydowskiego Towarzystwa Historii i Literatury.
Autor prac z dziedziny judaistyki, m.in. Stellung und Bedeutung der Frau bei den Hebraeern (Pozycja i znaczenie kobiety u Hebrajczyków), Der Grabstein in seiner höheren Bedeutung (Znaczenie kamieni nagrobnych) oraz szeregu prac w języku hebrajskim.
Był postacią niezwykle szanowaną. Jego pogrzeb w Ostrowie zgromadził wiele osobistości różnych wyznań. Byli tam wybitni rabini, którzy przemawiali w domu żałoby, w nowej synagodze oraz na nieistniejącym już cmentarzu: rabin Landau z Raszkowa, doktora Münz z Kępna, doktor Bamberger z Ostrzeszowa, doktora Aron Heppner z Koźmina, doktor Berger z Krotoszyna, doktor Hirschfeld z Giessen, doktor Bamberger ze Śremu, doktora Auerbach z Rogoźna. Była tam także delegacja z gminy w Rogoźnie, burmistrz Ostrowa, landrat powiatu ostrowskiego oraz przywódca ostrowskich ewangelików pastor Berthold Harhausen.